# Tapinocephalia
Infra-ordre
Familles de rang inférieur
- † Dimacrodon ?
- † Driveriidae ?
- † Mastersoniidae ?
- † Estemmenosuchidae[2] ?
- † Styracocephalidae
- † Tapinocephalidae
- † Titanosuchidae

Les tapinocéphales (Tapinocephalia) forment un infra-ordre éteint de thérapsides dinocéphales, majoritairement herbivores, ayant existé durant le Permien moyen, soit il y a environ entre 266,9 à 259,51 millions d'années et dont les fossiles principalement connu d'Afrique, de Russie et du Brésil.
Les tapinocéphales constituent l'un des plus grands groupes de dinocéphales. Ils ont disparu à la fin du Capitanien, environ 7 Ma (millions d'années) avant l'extinction Permien-Trias, et furent remplacés par des thérapsides de bien plus petite taille, notamment par les herbivores du groupe des dicynodontes et des carnivores appartenant aux groupes des biarmosuchiens et des thériodontes.

## Paléobiologie
Les tapinocéphales primitifs étaient carnivores ou omnivores comme le genre Titanosuchus, prédateur à longue queue qui chassait les petits thérapsides herbivores. Les tapinocéphales les plus récents avaient au contraire un régime herbivore.